# Le Sorcier blanc
Pour plus de détails, voir Fiche technique et Distribution.
Le Sorcier blanc, parfois nommé La Jungle en folie, Le Toubab ou encore Monsieur Dupont homme blanc est un film français réalisé par Claude Lalande en 1952 et sorti en 1953.

## Synopsis
Les mésaventures de Roger Dupont, qui passe, avec une grande facilité, d'un continent à l'autre, des hommes blancs aux Africains. Lui-même devant, au gré des circonstances, paraître blanc ou noir.

## Fiche technique
- Titre : Le Sorcier blanc
- Autres titres : La Jungle en folie - Le Toubab - Monsieur Dupont homme blanc
- Réalisation : Claude Lalande, assisté de Georges Deguy
- Scénario : Claude Lalande
- Adaptation : Claude Lalande, Roger Caccia
- Dialogues : Roger Caccia
- Photographie : Pierre Lebon
- Opérateur : Jacques Ledoux
- Musique : Daniel White
- Décors : Louis Le Barbenchon
- Montage : Claude Gros
- Son : André Louis
- Maquillage : Nicole Bouban
- Photographe de plateau : Pierre Le Fauconnier
- Script-girl : Jacqueline Parey
- Régisseur général : André Chabrol
- Tournage : du 12 mai au 27 septembre 1952
- Pellicule 35 mm, noir et blanc
- Production : Paris Monde Films (France)
- Chef de production : Raymond Deguy
- Directeur de production : Émile Darbel
- Distribution : Les Films Vog
- Durée : 95 minutes
- Genre : Comédie
- Dates de sortie : 
  - 14 juin 1953 (dans la région de Marseille)
  - 14 octobre 1956 (à Paris)

## Distribution
- Roger Caccia : M. Roger Dupont
- Jean-Marc Tennberg : Le directeur de Prisunic
- Christian Duvaleix
- Monique Orban
- Arlette Brandes
- Albert Darmon
- Émile Loubet
- Louis de Funès